# Milan Obradović
Milan Obradović (in serbo Mилaн Oбpaдoвић?; Belgrado, 3 agosto 1977) è un allenatore di calcio ed ex calciatore serbo, di ruolo difensore.

## Carriera
Obradović iniziò a giocare a Belgrado nel Radnički nel 1995. Nel 1998 passò all'Obilić, un altro club della capitale serba, con cui esordì nelle competizioni europee il 17 giugno 2000 nel primo turno della Coppa Intertoto 2000 nella partita contro il Cibalia Vinkovci persa per 3-1.
Dopo due stagioni si trasferì in Russia e giocò tre stagioni con il Lokomotiv Mosca. Con i Moscoviti vinse un campionato ed esordì in Champions League nel 2002-2003, nella partita tra Lokomotiv Mosca e Club Bruges del 24 settembre 2002, terminata a reti inviolate. In totale giocò 6 partite in quella competizione.
Nella stagione 2003-2004 giocò otto partite senza segnare alcun gol nella massima serie tedesca con il Borussia Mönchengladbach, per poi fare ritorno al Radnički.
Giocò con i greci dell'Akratitos nella stagione 2005-2006, al termine della quale passò al Metalist Kharkiv.
Con la squadra ucraina ha giocato più di 150 partite, 20 delle quali in Coppa UEFA/Europa League.

## Palmarès

### Giocatore

#### Competizioni nazionali
- Campionato russo: 1

Lokomotiv Mosca: 2002
- Supercoppa di Russia: 1

Lokomotiv Mosca: 2003